# Cantó de Borgo
El cantó de Borgo és una divisió administrativa francesa situat al departament de l'Alta Còrsega i a la Col·lectivitat Territorial de Còrsega.

## Geografia
El cantó és organitzat al voltant de Borgu dins el districte de Bastia. La seva alçària varia de 0 (Biguglia) a 1 151 m (Vignale) amb una alçària mitjana de 296 m.

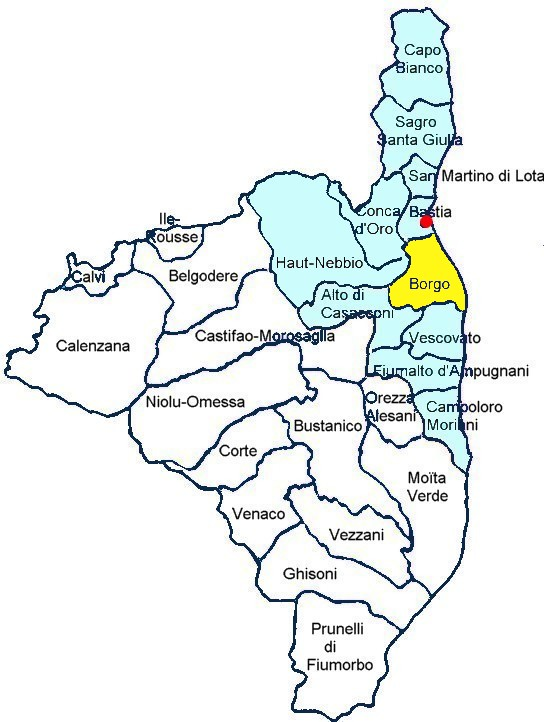
Localització del cantó de Borgo

## Administració
| Període   | Identitat              | Partit                  | Qualitat |  |
| --------- | ---------------------- | ----------------------- | -------- |  |
| 2001-2008 | Paul Natali            | RPR                     |          |  |
| 2001-2008 | Jean-Baptiste Dominici | Unió Liberal de Progrés |          |  |

## Composició
| Nom      | Població | Codi Postal | Codi Insee |  |
| -------- | -------- | ----------- | ---------- |  |
| Biguglia | 5 018    | 20600       | 2B037      |  |
| Borgo    | 5 002    | 20290       | 2B042      |  |
| Lucciana | 3 794    | 20290       | 2B148      |  |
| Vignale  | 165      | 20290       | 2B350      |  |

## Demografia
| 1962  | 1968  | 1975  | 1982  | 1990   | 1999   |
| ----- | ----- | ----- | ----- | ------ | ------ |
| 2.271 | 4.371 | 7.128 | 9.117 | 11.239 | 13.979 |